# Grotte de la Crouzade
La grotte de la Crouzade est une vaste cavité creusée dans une falaise de calcaire du massif de la Clape, à côté de Gruissan, dans l’Aude. Elle est classée monument historique depuis le 30 juin 1928, sous l'appellation de « grotte d’habitation et abri sous roche de la Crouzade ».
Cette grotte est célèbre pour avoir livré les premiers galets peints aziliens connus, bien que leur ancienneté n'ait été reconnue qu'après les découvertes de Piette au Mas d'Azil treize ans plus tard.

## Historique
La grotte de la Crouzade a été découverte en 1866 par MM. Pinchinat, médecin naturaliste à Port-Vendres, et Portes, pharmacien à Gruissan. Elle a fait l'objet de plusieurs campagnes de fouilles : d'abord par Théodore Rousseau à partir de 1874, puis par Théophile Héléna en 1912-1914, 1917-1918, 1926 et 1930-1931, et en 1946 par Philippe Héléna, fils du précédent. De nouvelles fouilles sont en cours depuis 2016 sous la direction de Thibaud Saos.

## Découvertes
Les fouilles successives du site ont notamment permis d’identifier des témoignages des cultures ou des périodes suivantes :
- Moustérien
- Aurignacien
- Gravettien
- Magdalénien
- Sauveterrien
- Néolithique

De plus, des fossiles humains attribués à des Homo neanderthalensis et à des Homo sapiens du Paléolithique supérieur y ont été découverts.
Les niveaux moustériens, datés à 42 000 ± 3 000 ans, sont parmi les plus récents en Europe.

## Galerie

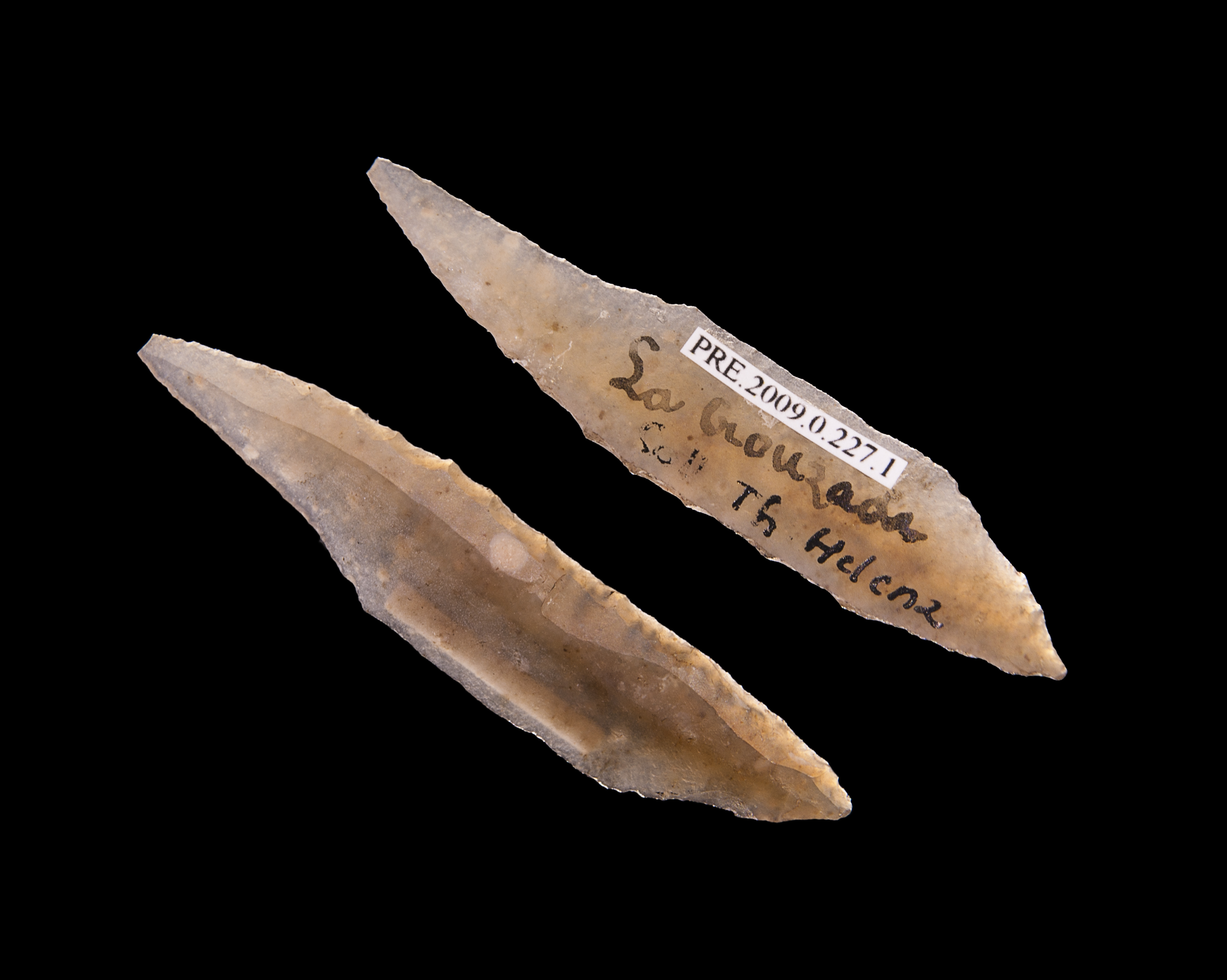
Pointe à dos courbe - Muséum de Toulouse.
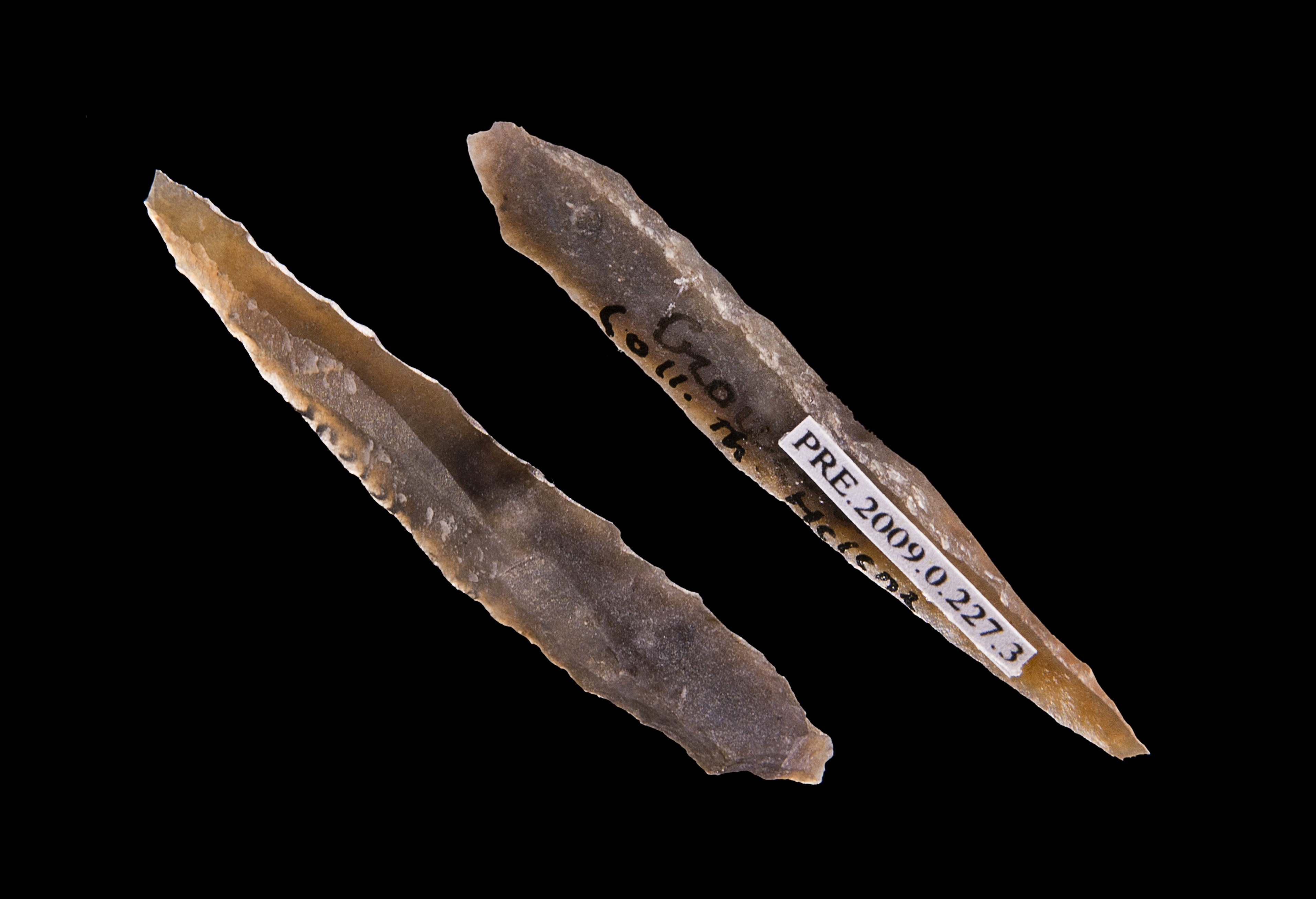
Pointe à dos courbe - Muséum de Toulouse.
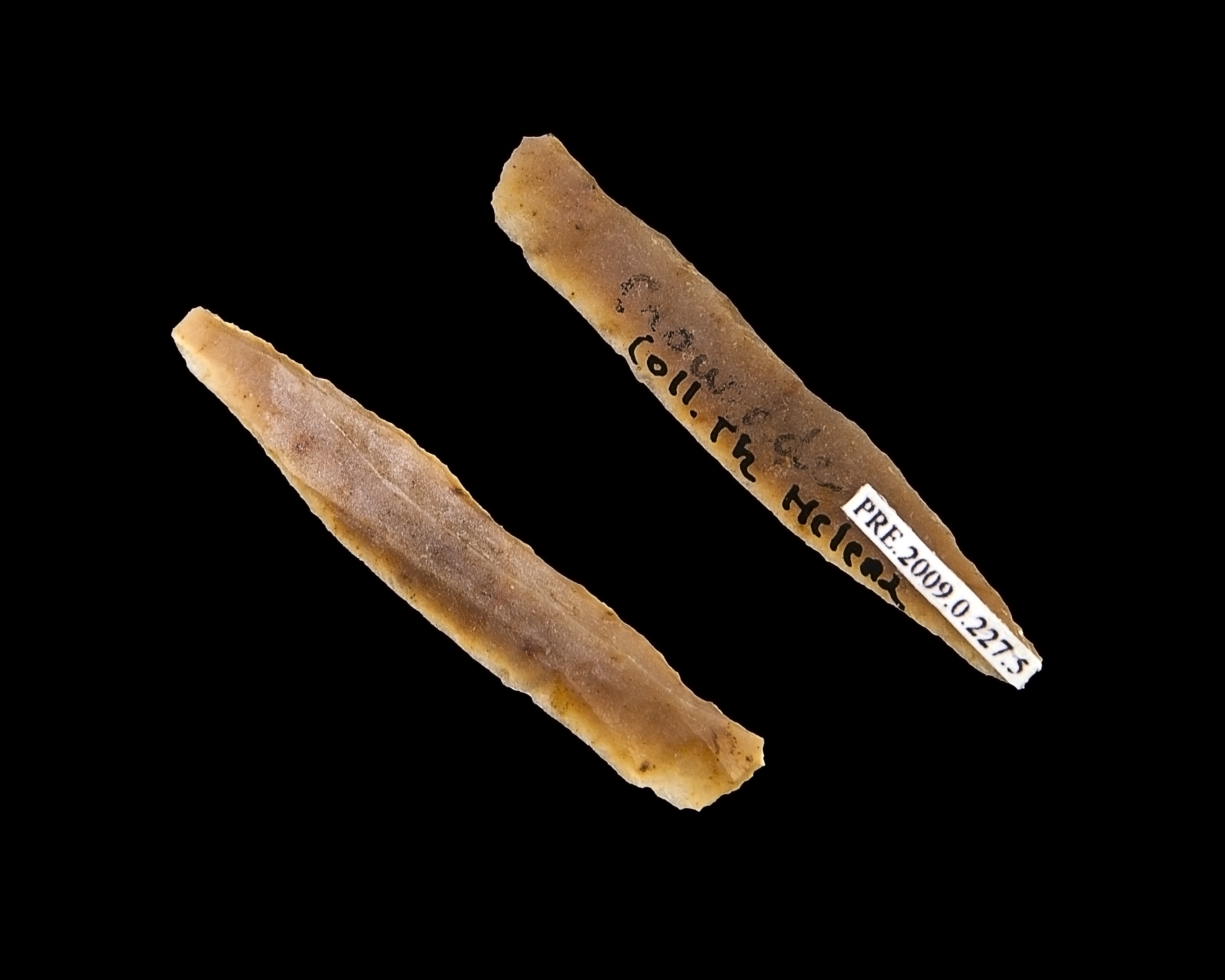
Pointe à dos courbe - Muséum de Toulouse.
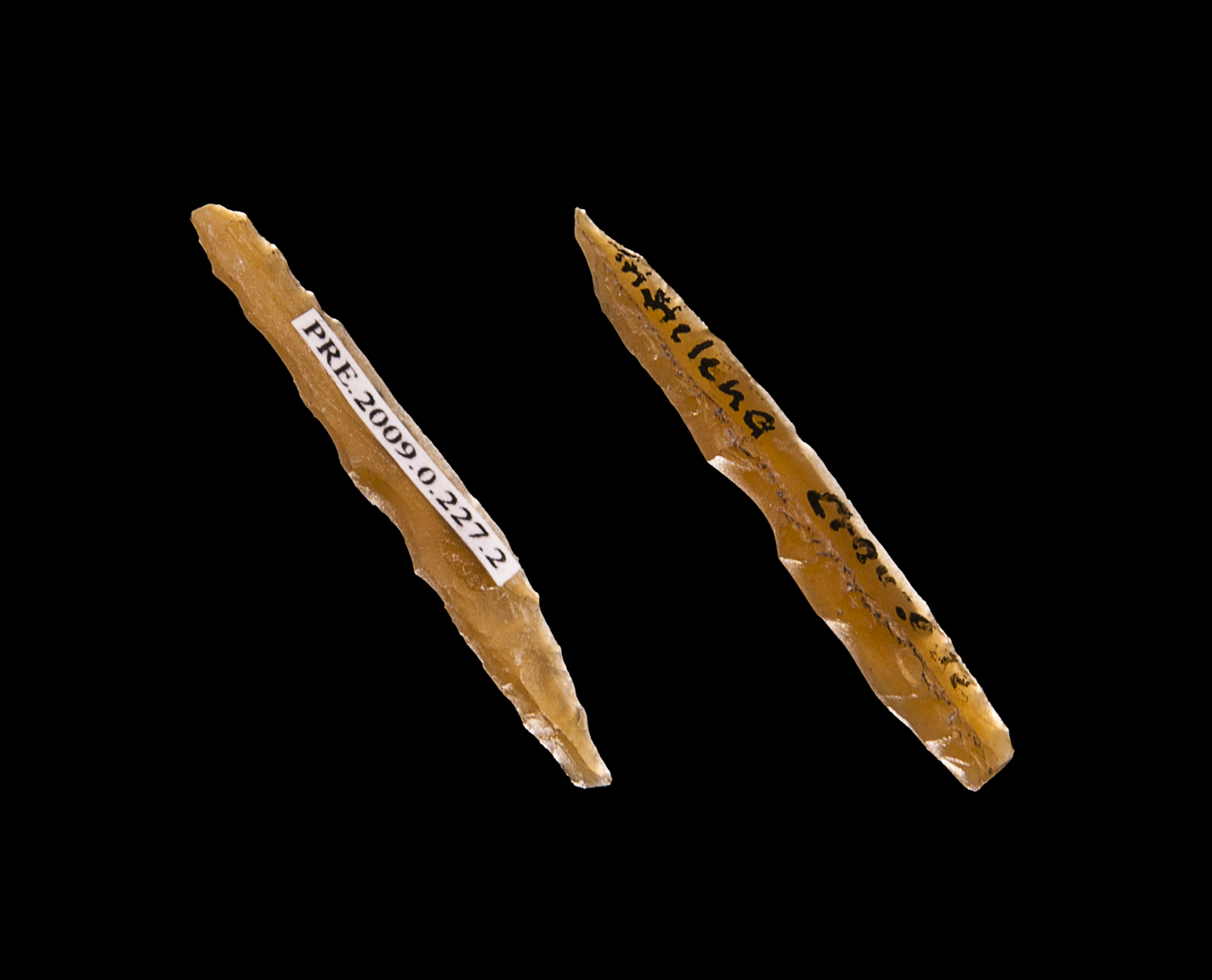
Pointe à dos courbe - Muséum de Toulouse.